# Auferstehungskirche (Dehme)

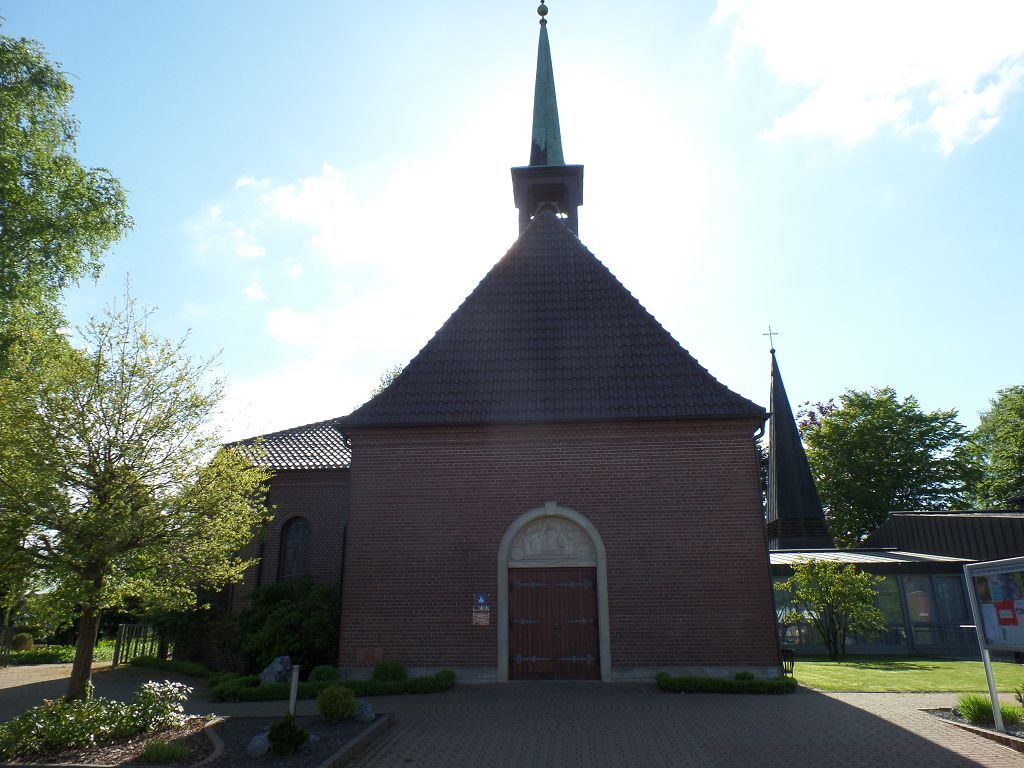
Ev. Auferstehungskirche in Dehm

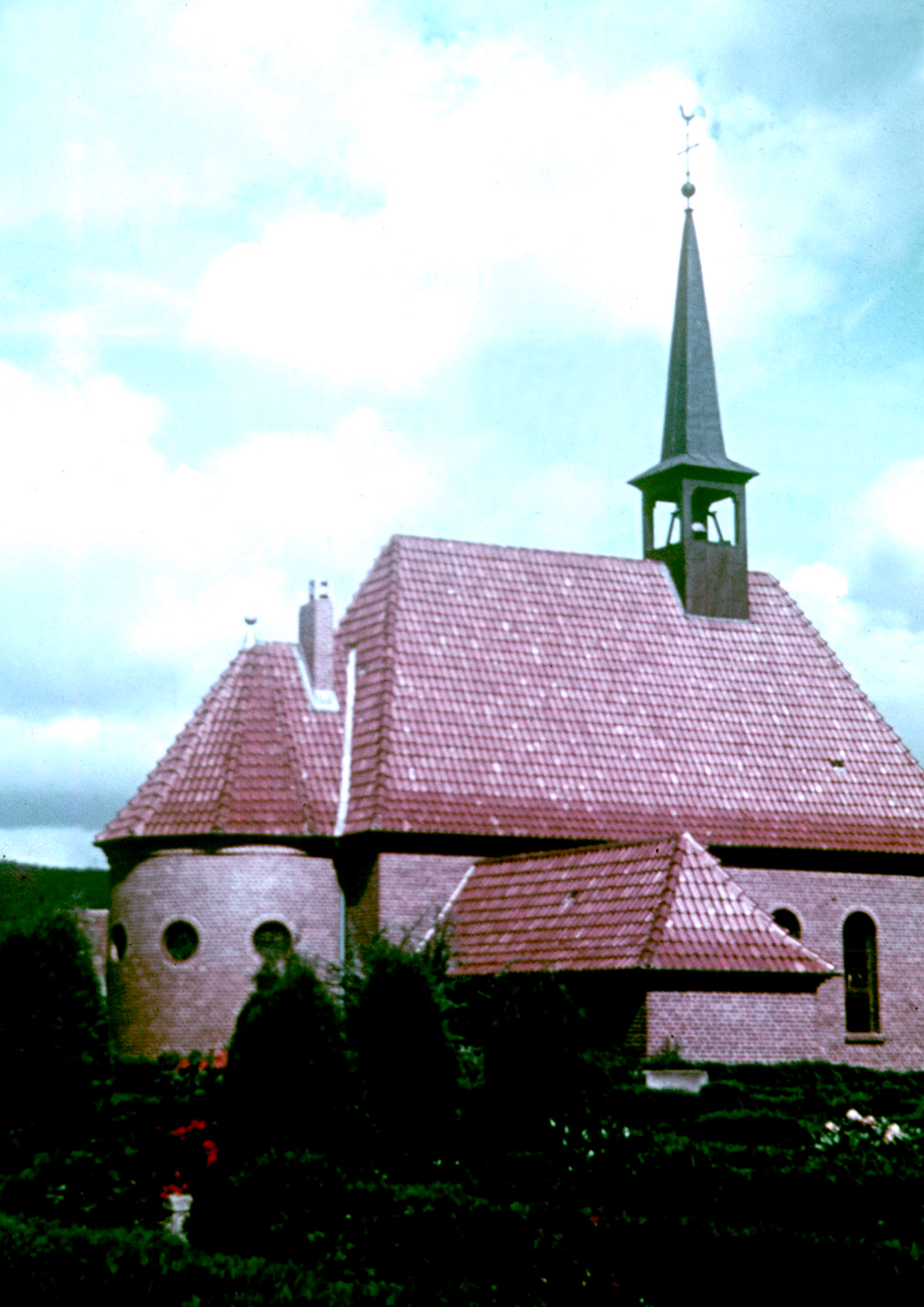
Blick vom Friedhof auf die erste Bauphase der Auferstehungskirche mit runder Apsis und Ruhekammern

Die Auferstehungskirche im Stadtteil Dehme der Stadt Bad Oeynhausen ist eine der beiden Kirchen der Evangelisch-Lutherischen Kirchengemeinde Eidinghausen-Dehme, die dem Kirchenkreis Vlotho der Evangelischen Kirche von Westfalen angehört.

## Geschichte
An der Auferstehungskirche sind drei Bauphasen erkennbar. Neben dem seit 1910 bestehenden Friedhof im Pfarrbezirk Dehme der Evangelisch-Lutherischen Kirchengemeinde Rehme (Laurentiuskirche) wurde 1950/51 eine Friedhofskapelle errichtet. Seit der Einweihung als Auferstehungskirche am Pfingstfest 1951 fanden hier außer den Beerdigungen der Einwohner von Dehme auch sonntäglich Gottesdienste statt.
In den frühen Nachkriegsjahren mit dem Zuzug von Flüchtlingen und der Wohnungszwangsbewirtschaftung waren die üblichen Trauerfeiern in den Häusern kaum noch möglich. Außerdem ließ der zunehmende Straßenverkehr auf der Bundesstraße auch keine Trauerzüge mehr zu. Ortsansässige und Zugezogene stellten sich hinter die Initiative des zuständigen Gemeindepfarrers und gründeten einen Kirchbauverein. Sie errichteten mit Unterstützung der Kirchengemeinde und ortsansässiger Familienbetriebe sowie vielen ehrenamtlichen Helfern den ersten Baukörper aus dem heimischen Klinker mit einem weithin sichtbaren Glockenreiter.
Am 1. April 1956 wurde der 3. Pfarrbezirk der Kirchengemeinde Rehme zur selbständigen Evangelisch-Lutherischen Kirchengemeinde Dehme. Im folgenden Jahr entstanden neben der Auferstehungskirche das Pfarrhaus und ein kleines Jugendheim.
Die zweite Bauphase für die Kirche begann 1967/68 mit dem Bau eines größeren Gemeindehauses. Um eine bauliche Verbindung zur Kirche zu schaffen, wurde die frühere Apsis durch einen quadratischen Chorraum mit freistehendem Altar ersetzt. Die linke Wandfläche gestaltete der Glaskünstler Heinz Lilienthal als großes Betonglasfenster. Für die Stirnwand des Chorraumes fertigte der Nürnberger Künstler Heinz Heiber eine außergewöhnliche Plastik. Er hat auch das Taufbecken und den dreifachen Leuchter geschaffen. Alle Kunstwerke fanden bei der 3. Bauphase der Auferstehungskirche in den Jahren 1984/85 wieder ihren Platz.

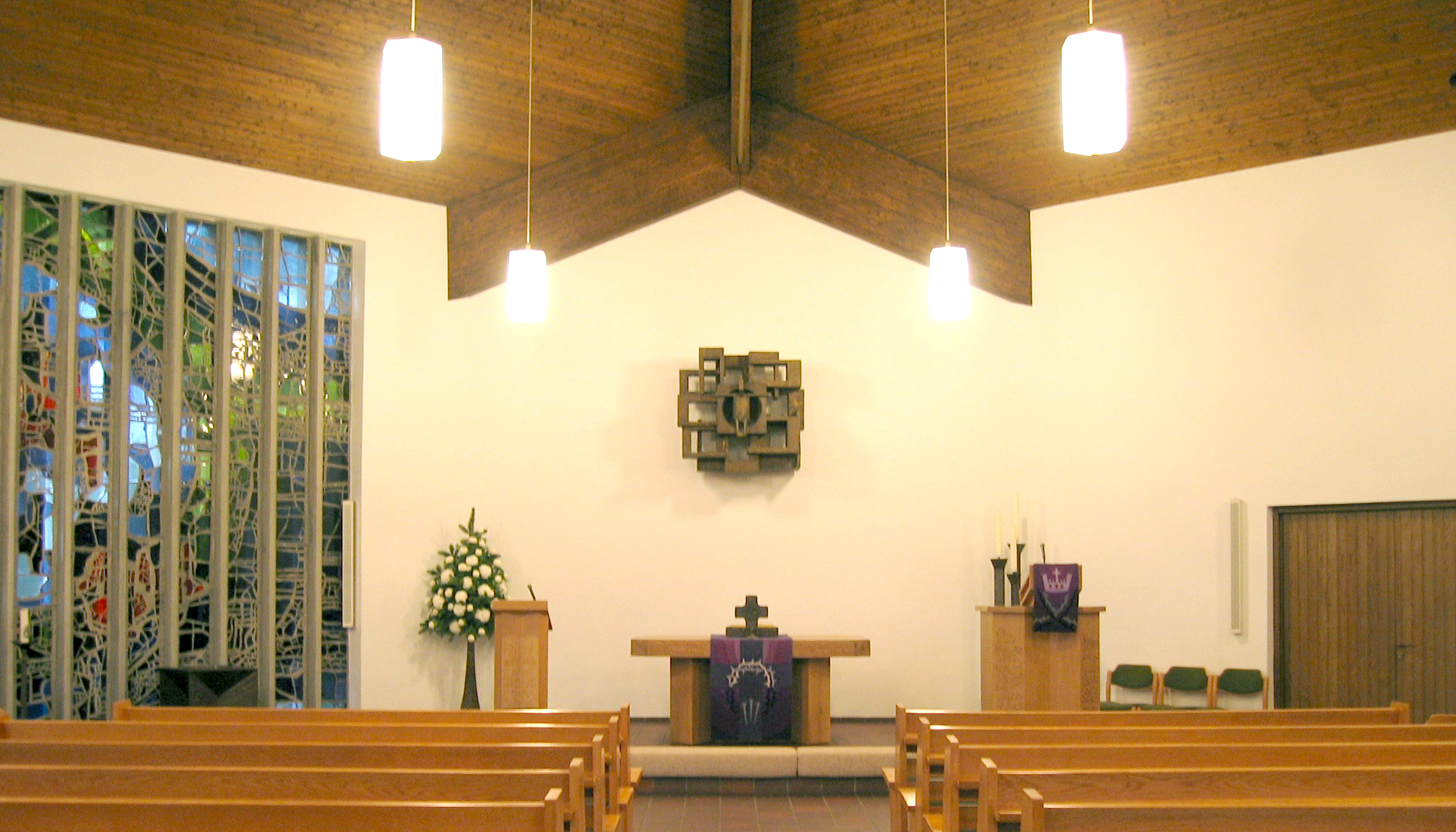
Blick in den Innenraum der erweiterten Auferstehungskirche

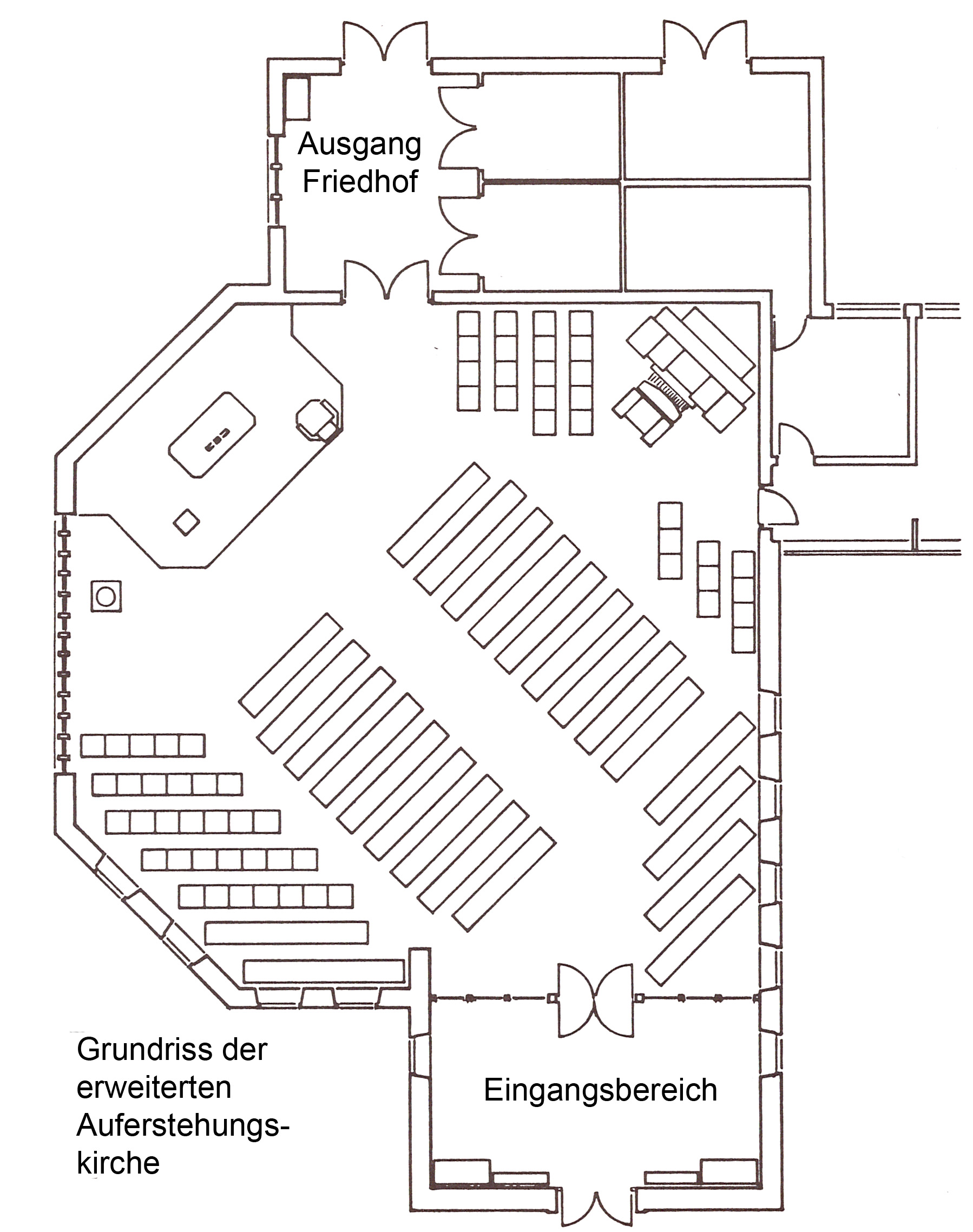
Grundriss der erweiterten Auferstehungskirche seit 1985

Nachdem die Zahl der Gemeindeglieder in den folgenden Jahrzehnten angestiegen war, wurde eine Erweiterung der Kirche geplant. Dabei sollte möglichst viel des Bestandes erhalten bleiben oder wiederverwendet werden. Gleichzeitig sollte optisch nicht nur ein Anbau, sondern ein neuer innerer Kirchraum entstehen. Die Lösung bestand in einer Erweiterung der Grundfläche nach Süden, indem das neue Zeltdach, das den Kirchraum überspannt, unter das vorhandene Walmdach des alten Kirchbaus geschoben wurde. So blieb der vertraute Eingangsbereich erhalten. Vom Vorraum gelangt man in einen achteckigen Zentralbau. Er wird von zehn farblich abgestimmten Rundbogenfenstern aus Betonglas belichtet, die ebenfalls von Heinz Lilienthal stammen. Sein großes Betonglasfenster erhielt auf der linken Seite im Zusammenspiel seiner Farben und Formen eine besondere Ausstrahlung. Von den Rändern mit ihren kalten Farbtönen ausgehend konzentriert sich alles auf das warme Rot und das durchscheinende Licht in der Mitte. Vor dieser Mitte, gewissermaßen unter diesem Zentrum, steht das aus Bronze-Schmelzguss gearbeitete Taufbecken von Heinz Heiber. Seine Form wurde aufgenommen für die aus Eiche gestalteten übrigen Hauptstücke im erhöhten Altarbereich. Der Entwurf für die Grundformen und die geschnitzten Schriftzüge stammt gemeinsam vom damaligen Kirchmeister und Pfarrer der Gemeinde und wurde von der Möbelmanufaktur Pönnighaus, Bad Oeynhausen-Lohe ausgeführt. An den Sichtflächen von Lesepult, Altar und Kanzel sind die Ich-Bin-Worte Jesu zu lesen. Diese bildhaften Selbstaussagen Jesu stehen dem Kirchenbesucher als verheißendes und tröstendes Wort der Bibel ständig vor Augen. In Verbindung zum Namen der Kirche verweist das Wort auf der Rückseite des Altars aus der Offenbarung des Johannes: „Ich bin der Erste und der Letzte und der Lebendige“ auf die Aussage der Altar-Plastik von Heinz Heiber. Über dem geöffneten Rund der Erde – wie aus der Grabeshöhle hervorgegangen – erhebt sich die Gestalt des auferstandenen und thronenden Christus, dessen ausgebreitete Arme zugleich an den Gekreuzigten erinnern. Diese Mitte christlichen Glaubens wird umrahmt von der Hoffnung der Christen, wie sie sich zeichenhaft in den zwölf Toren des himmlischen Jerusalems ausdrückt. Rechts vom Altarbereich führt eine Doppeltür in Richtung Friedhof. Bei den Trauergottesdiensten steht davor der Sarg. Hier schließt sich der Halbkreis des Lebens von der Taufe bis zum Tod.
Die Orgel von der Firma Gustav Steinmann Orgelbau, Vlotho, begonnen 1951 und mehrfach erweitert, befindet sich in der rechten Ecke des Kirchraumes. Die 14 Register sind auf zwei Manuale und ein Pedal verteilt.
Da der Dachreiter nur eine Glocke aufnehmen konnte, wurde 1988 ein freistehender Glockenturm mit vier weiteren Glocken errichtet, die in der Glockengießerei Rincker in Sinn/Hessen gegossen wurden. Dieses fünfstimmige Geläut stellt eine Besonderheit im Kirchenkreis Vlotho dar. Die vier Glocken  im Glockenturm tragen die Namen Auferstehungsglocke, Taufglocke, Abendmahlsglocke und Lob- und Dankglocke. 
| Nr. | Name                | Guss- jahr | Ø (mm) | Gewicht (kg) | Schlag-ton | Inschrift                                                              | Symbol auf dem Glockenmantel                                                          |
| --- | ------------------- | ---------- | ------ | ------------ | ---------- | ---------------------------------------------------------------------- | ------------------------------------------------------------------------------------- |
| 1   | Auferstehungsglocke | 1988       | 820    | 352          | c''        | Ich weiß, dass mein Erlöser lebt. Hiob 19, 25                          | Lamm mit der Siegesfahne/ Text: Siehe ich mache alles neu                             |
| 2   | Taufglocke          | 1988       | 740    | 271          | d''        | Freut euch aber, dass eure Namen im Himmel geschrieben sind. Lk. 10,20 | Taube über den Wasserlinien/ Text: In Christi Tod getauft zum neuen Leben             |
| 3   | Abendmahlsglocke    | 1988       | 700    | 227          | e''        | Schmecket und sehet, wie freundlich der Herr ist. Ps. 34,9             | Oblate über dem Kelch (aus dem Gemeindesiegel) Text: Für euch gegeben                 |
| 4   | Lob- und Dankglocke | 1988       | 630    | 175          | f''        | Danket dem Herrn, denn seine Güte währet ewiglich. Ps. 118,1           | Taube mit dem Ölzweig unter dem Regenbogen Text: Die Erde ist voll der Güte des Herrn |
| 5   | Gebetsglocke        | 1968       | 550    | 94           | g''        | Haltet an am Gebet +Röm 12,12+                                         |                                                                                       |

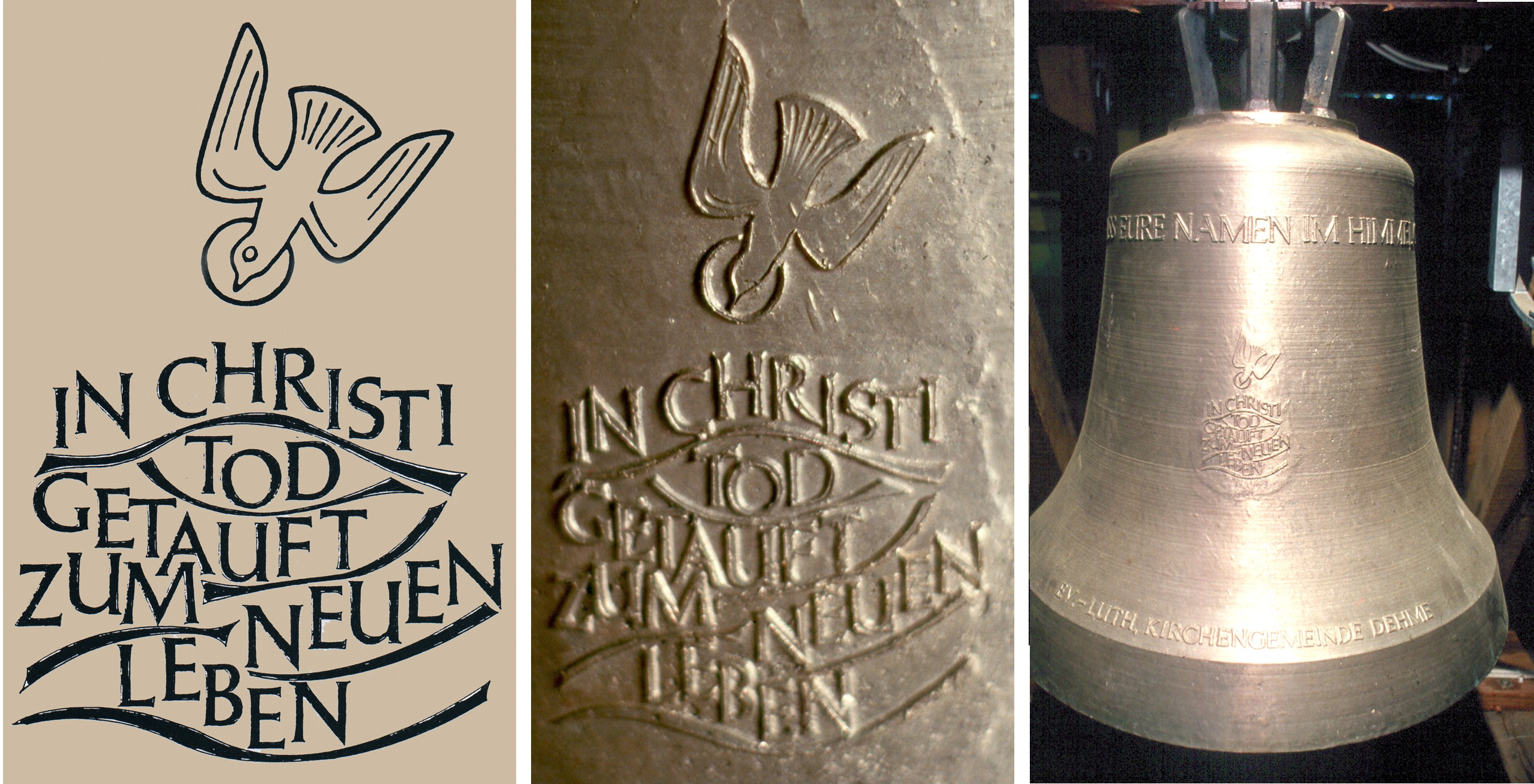
Taufglocke: Vom Entwurf zur Ausführung

Der Glockenmantel wurde nach Entwürfen des damaligen Gemeindepfarrers jeweils mit einem zum Namen passenden Bibelwort und Symbol verziert. Um die Klangfülle in ihrer Vielfalt zu erleben, besteht für die verschiedenen Anlässe und Kirchenjahreszeiten eine Läuteordnung. So erklingt das Glockengeläut je nach Anlass oder Kirchenjahreszeit in unterschiedlichen Kombinationen. Die kleinste Dachreiter-Glocke läutet zu den Tages-Gebetszeiten.

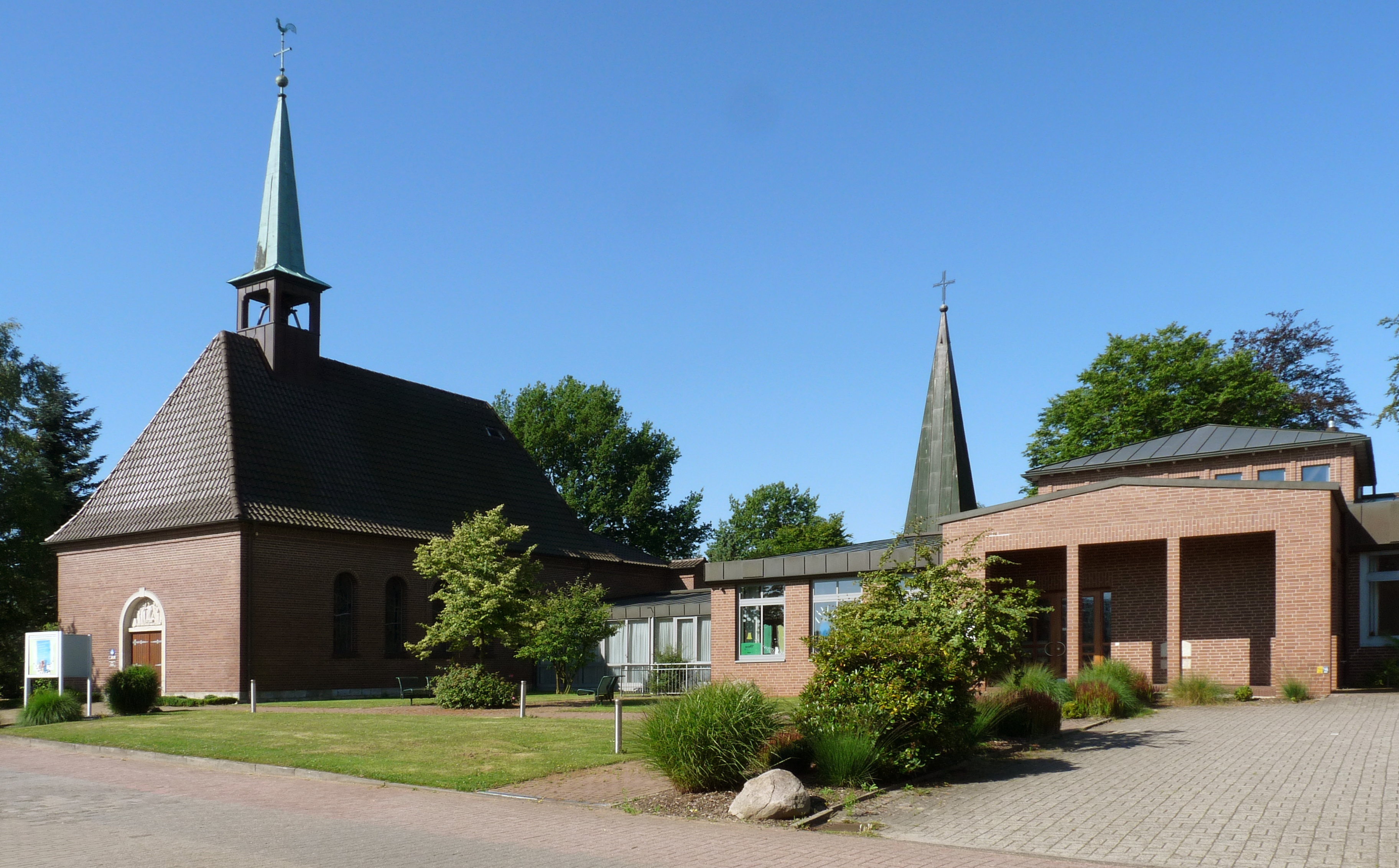
Jochen-Klepper-Haus mit Verbindung zur Auferstehungskirche

Wie die Kirche so bekam auch das Gemeindehaus einen Erweiterungs-Neubau. Dabei wurde auch ein direkter Zugang von der Kirche beibehalten. Bei der Einweihung 1995 erhielt es den Namen des evangelischen Liederdichters Jochen Klepper. Im Eingangsbereich des Gemeindehauses wird mit drei Bild-Text-Tafeln auf die besondere Lebensgeschichte Jochen Kleppers hingewiesen, der durch nationalsozialistische Gewalt in den Tod getrieben wurde.